# 戈尔纳泰-奥洛纳
戈尔纳泰-奥洛纳（義大利語：Gornate-Olona），是意大利瓦雷泽省的一个市镇。总面积4平方公里，人口2189人，人口密度547.3人/平方公里（2009年）。国家统计（ISTAT）代码为012080。